# Nikolaï Nikolaïevitch Goussev
Pour l’article homonyme, voir Goussev.
Nikolaï Nikolaïevitch Goussev (en russe : Гусев, Николай Николаевич), né le 9 mars 1882 (21 mars dans le calendrier grégorien) à Riazan et mort le 23 octobre 1967 à Moscou, est un critique littéraire russe, secrétaire particulier de Léon Tolstoï.

## Biographie
De 1907 à 1909, il est secrétaire particulier de Léon Tolstoï et un adepte de son enseignement moral au sein du mouvement tolstoïen.
De 1925 à 1931, il est directeur du musée d'État Léon Tolstoï de Moscou (ru). Nikolaï Goussev a participé à l'édition du jubilé des œuvres complètes de Léon Tolstoï en 90 volumes (1928-1958), il est également l'auteur de travaux sur la vie et l'œuvre de Tolstoï.
Il est inhumé au cimetière de Novodevitchi.

## Décorations
- Ordre du Drapeau rouge du Travail 17 mai 1962
- médailles[1].

## Œuvres
- Deux ans avec Léon Tolstoï (Два года с Л. Н. Толстым), 2 éditions., Moscou., 1928;
- Vie de Léon Tolstoï, jeunesse (Жизнь Л. Н. Толстого. Молодой Толстой) (1828-1862), Moscou; 1927;
- Vie de Léon Tolstoï. Tolstoï et l'épanouissement du génie artistique (Жизнь Л. Н. Толстого. Толстой в расцвете художественного гения) (1862-1877), Moscou., 1928;
- Léon Tolstoï. Documents et biographie (Л. Н. Толстой. Материалы к биографии), 1828-1855, Moscou., 1954;
- Léon Tolstoï. Documents et biographie (Л. Н. Толстой. Материалы к биографии), 1855-1869, Moscou., 1957;
- Léon Tolstoï. Documents et biographie (Л. Н. Толстой. Материалы к биографии), 1870-1881, Moscou., 1963;
- Léon Tolstoï. Documents et biographie (Л. Н. Толстой. Материалы к биографии), 1881-1885, Moscou., 1970;
- Léon Tolstoï. Chronique sur la vie et l'œvre de Tolstoï (Летопись жизни и творчества Л. Н. Толстого), 1828–1890, Moscou., 1958;
- Léon Tolstoï. Chronique sur la vie let l'œuvre de Léon Tolstoï (Летопись жизни и творчества Л. Н. Толстого), 1891-1910, Moscou., 1960.